# 安崎
安崎（英語：Babymonster An，1996年5月13日—），本名為陈雅馨，出生於中华人民共和国重庆市，中國大陸女歌手及舞者，所属經紀公司為匠星娱乐，曾為女子音樂組合Hickey喜祺及THE9的成員兼队长。
她於2020年3月12日與Hickey喜祺的其中三個隊友墨謠、上官喜愛、文哲參加愛奇藝偶像女團競演養成類真人秀節目《青春有你 (第二季)》，並於5月30日最終取得第六名，成為限定女團「THE9」成員。2021年12月5日，THE9解散後進行單人活動。

## 經歷

### 早年經歷
1996年5月13日，出生于重庆。她从2岁开始学习舞蹈，大学就读于广西艺术学院民族民间舞专业，期间休学成为娛乐公司旗下练习生。

### 演藝經歷
2018年，喜祺携歌曲《沦陷》参加《由你音乐榜》，并公开首次舞台，正式出道。
2020年三月，代表匠星娱乐参加爱奇艺偶像女团养成真人秀节目《青春有你2》。她在节目里获得了位置测评小组第一以及3A的好成绩。
2020年5月30日，以4,488,806票获得第6名，成為組合THE9的成員。7月4日，THE9官方微博宣布安崎当选队长。

## 音樂作品

### 青春有你2时期
| 发行时间 | 歌曲名称（歌曲说明）                      | 原唱者                                                                 |
| -------- | ----------------------------------------- | ---------------------------------------------------------------------- |
| 2020     | 《薔薇騎士》（初评级舞台）                | Hickey喜祺                                                             |
| 2020     | 《让世界充满爱》（全体训练生共唱公益歌曲) | 群星                                                                   |
| 2020     | 《Play我呸》（位置测评歌曲）              | 蔡依林                                                                 |
| 2020     | 《Yes! Ok!》（《青春有你2》主题曲)        | 青春有你2训练生                                                        |
| 2020     | 《有点甜》（小组竞演歌曲）                | 汪蘇瀧／BY2                                                            |
| 2020     | 《十面埋伏2》（小组复仇歌曲）             | 艾菲／李斯丹妮                                                         |
| 2020     | 《Lion》(主題考核歌曲)                    | Lion组 (与戴萌、劉雨昕、上官喜愛、陳珏、王承渲、喻言)                  |
| 2020     | 《溯》(奖励舞台歌曲)                      | CORSAK / 马吟吟                                                        |
| 2020     | 《Lover》(合作舞台歌曲)                   | 蔡徐坤                                                                 |
| 2020     | 《猎》(最终舞台歌曲)                      | 与戴燕妮、金子涵、陆柯燃、刘令姿、孙芮、徐紫茵、许佳琪、虞书欣、赵小棠 |
| 2020     | 《Promise》                               | 青春有你2前20训练生                                                    |

### 單曲
| 发行时间 | 歌曲名称           | 專輯                  | 原唱者 | 備註     |
| 2020     | 《斯芬克斯》       | SphinX（斯芬克斯X謎） | THE9   | EP主打歌 |
| 2020     | 《Not Me》         | SphinX（斯芬克斯X謎） | THE9   |          |
| 2020     | 《Dumb Dumb Bomb》 | MatriX（虛實X境)      | THE9   | 主打歌   |
| 2020     | 《YEA》            | MatriX（虛實X境)      | THE9   | Solo曲   |
| 2021     | 《Hello》          | RefleXtion            | THE9   | EP主打歌 |
| 2021     | 《異獸》           | RefleXtion            | THE9   |          |
| 2021     | 《馭舞者》         | THE NINE              | THE9   |          |
| 2021     | 《Devil's song》   | THE NINE              | THE9   |          |
| 2021     | 《我們啊》         | THE NINE              | THE9   |          |

| 发行时间 | 歌曲名称         | 備註                              |
| 2021     | 《Missing you》  | 電視劇 《我的時代，你的時代》插曲 |
| 2022     | 《The Girls》    | 合作曲，與毛衍七                  |
| 2022     | 《現代愛情故事》 | 合作翻唱曲，與梁靖康              |
| 2023     | 《冷雨夜》       | 翻唱曲，原唱Beyond                |

### 個人單曲
| 发行时间 | 歌曲名称       | 備註 |
|          | 《如果再見》   |      |
| 2024     | 《不完美女生》 |      |

### 個人專輯
| 发行时间 | 歌曲名称           | 專輯     | 備註   |
| 2022     | 《fire》           | Becoming | 先行曲 |
| 2023     | 《Now or Forever》 | Becoming |        |
| 2023     | 《Licorice》       | Becoming |        |

## 影視作品

### 綜藝節目
| 播出日期                    | 頻道                  | 節目名稱              | 備註             |
| --------------------------- | --------------------- | --------------------- | ---------------- |
| 2020年3月12日－5月30日      | 愛奇藝                | 《青春有你 (第二季)》 | 參賽者           |
| 2020年3月14日－4月21日      | 嗶哩嗶哩              | 《好想下課》          | 常駐             |
| 2020年6月17日               | 湖南衛視              | 《湖南卫视618晚会》   | THE9成團後首秀   |
| 2020年9月4日－11月19日      | 愛奇藝                | 《非日常派對》        | THE9團體綜藝節目 |
| 2020年12月6日－2021年2月7日 | 芒果TV                | 《希望的田野》        | 常駐             |
| 2021年－                    | 愛奇藝                | 《妹妹有哥在》        | 常駐             |
| 2021年8月5日－10月22日      | 愛奇藝                | 《爆裂舞台》          | 爆裂女孩         |
| 2022年4月24日－7月10日      | 湖南衛視、TVB、芒果TV | 《聲生不息》          | 常駐             |
| 2023年7月29日－             | 騰訊視頻              | 《舞台2023》          | 舞台歌手         |

## 註解
1. ↑  第三次公演考核的最终排名第一的组合获得的特别奖励舞台

## 外部連結
- 安崎的新浪微博
- 安崎的Instagram帳戶
- YouTube上的安崎頻道
- 安崎的哔哩哔哩个人空间
- 安崎的抖音账号
- 安崎的小红书账号